# Prešernoslovje
Prešernoslovje je veja literarne zgodovine, ki se ukvarja z deli in življenjem Franceta Prešerna, največjega slovenskega pesnika. Znanstvenik, ki se strokovno ukvarja s prešernoslovjem, se imenuje prešernoslovec.
Pomembnejši prešernoslovci so (bili):
- Zoran Božič (1951–2021)
- Štefka Bulovec
- Stanko Bunc (1907–1969)
- Bartolomeo Calvi
- Franc Drolc (1939–2012)
- Henry Cooper (1946–)
- Igor Grdina (1965–)
- Pavel Grošelj (1883–1940)
- Miran Hladnik (1954–)
- Marko Juvan
- Jože Kastelic (1913–2003)
- France Kidrič (1880–1950)
- Janko Kos (1931–)
- Josip Kosovel
- Fran Levstik (1831–1887)
- Boris Merhar (1907–1989)
- Kolja Mićević (1941–2020)
- Miha Naglič (1952–)
- Anton Oven (1905–1942)
- Anton Pace (1851–1923)
- Pero Pajk (1908–1932)
- Luko Paljetak (1943–)
- Boris Paternu (1926–2021)
- Luka Pintar (1857–1915)
- Avgust Pirjevec (1887–1943)
- Anton Požar (1912–1996)
- Tone Pretnar (1945–1992)
- Josip Puntar (1884–1937)
- Peter Scherber (1939–)
- Anton Slodnjak (1899–1983)
- Josip Stritar (1836–1923)
- Pavel Strmšek (1891–1965)
- Josip Tominšek (1872–1954)
- Josip Vidmar (1895–1992)
- Črtomir Zorec (1907–1991)
- Jure Zupan (1943–)
- Tomo Zupan (1839–1937)
- Avgust Žigon (1877–1941)